# Wolfgang Benisch
Wolfgang Benisch OFM (?-1761) byl český františkán a teolog. Narodil se někdy před rokem 1710, někdy do roku 1730 vstoupil do františkánského řádu. Působil jako lektor teologie na klášterních františkánských studiích. V roce 1732 jej takto skrze jím presidované teologické teze potkáváme v brněnském konventu. O rok později již přednášel bohosloví františkánům v klášteře sv. Bernardina v Olomouci. Z roku 1733 se také zachovalo Benischovo rukopisné kompendium nebo zápisky z jeho přednášek z morální teologie. Po získání víceleté zkušenosti se stal generálním lektorem teologie a pravděpodobně působil v pražském konventu františkánů u P. Marie Sněžné a snad tamtéž i v kněžském semináři. Jako řádový teolog se podílel na schvalování knih františkánských autorů před jejich vytištěním. Takto například schválil roku 1740 knihu Digestum morale od svého spolubratra Severina Vrbčanského.
V roce 1738 P. Benisch započal kariéru ve funkcích české františkánské provincie, když byl na provinční kapitule jmenován provinčním sekretářem, kterým se běžně stávali jen zkušení a zasloužilí řeholníci. Spolu s administrativní funkcí v organizační složce řádu zanechal Wolfgang Benisch učitelských aktivit. Když jej další řádové kapituly jmenovaly v letech 1741 a 1744 provinčním definitorem, byl již jen lektorem bohosloví ve výsluze. V roce 1747 byl na tříleté období zvolen provinciálem české františkánské provincie. Po šestileté přestávce byl provinciálem jmenován znovu pro období let 1756-1759. Jako provinční ministr musel například řešit dočasné odříznutí opavského kláštera od české františkánské provincie po obsazení města a Slezska pruskými vojsky letech 1747-1748 současně s přeložením opavských klášterních studií do Olomouce. Po roce 1750 působil ještě jako generální řádový vizitátor rakouské a kraňské františkánské provincie, což byla rovněž funkce pro zasloužilé řeholníky se zkušeností ve vedení provincie. Wolfgang Benisch zemřel 28. února 1761 v Brně.